# Manuel Moreira da Silva
Manuel Moreira da Silva (Paranaguá, ca. 1832 — Desterro, 16 de setembro de 1888) foi um político brasileiro.
Filho de Manuel Moreira da Silva e de Guiomar Rosa.
Foi deputado à Assembleia Legislativa Provincial de Santa Catarina na 12ª legislatura (1858 — 1859), na 13ª legislatura (1860 — 1861), na 14ª legislatura (1862 — 1863), e na 15ª legislatura (1864 — 1865), como suplente convocado.